# Vatica obovata
Espèce
Classification phylogénétique
Statut de conservation UICN

 CR A1cd : 
En danger critique
 Vatica obovata est un arbre sempervirent de Sumatra appartenant à la famille des dipterocarpaceae

## Répartition
Endémique à Sumatra.

## Préservation
Espèce menacée par la déforestation et l'exploitation forestière.